# Tous les enfants du monde
Tous les enfants du monde est un court métrage français réalisé par André Michel, sorti en 1964.

## Synopsis
Les aventures du petit Nicolas, un élève pas toujours modèle.

## Fiche technique
- Titre : Tous les enfants du monde
- Réalisation : André Michel
- Scénario : Sempé et René Goscinny, d'après la série du Petit Nicolas
- Photographie : Pierre Levent
- Pays d'origine :  France
- Format : Noir et blanc — 35 mm — 1,37:1 — Son : Mono
- Durée : 35 minutes

## Distribution
- Anna Gaylor : la maîtresse
- Bernadette Lafont : Catherine, la mère
- Michael Lonsdale : Gaston, le père
- Jean-Pierre Zola : le directeur
- Pierre Tornade : le Bouillon
- Roland Demongeot : Nicolas
- Guy Pierrault : le photographe